# Eustache de Blondel de Beauregard de Viane

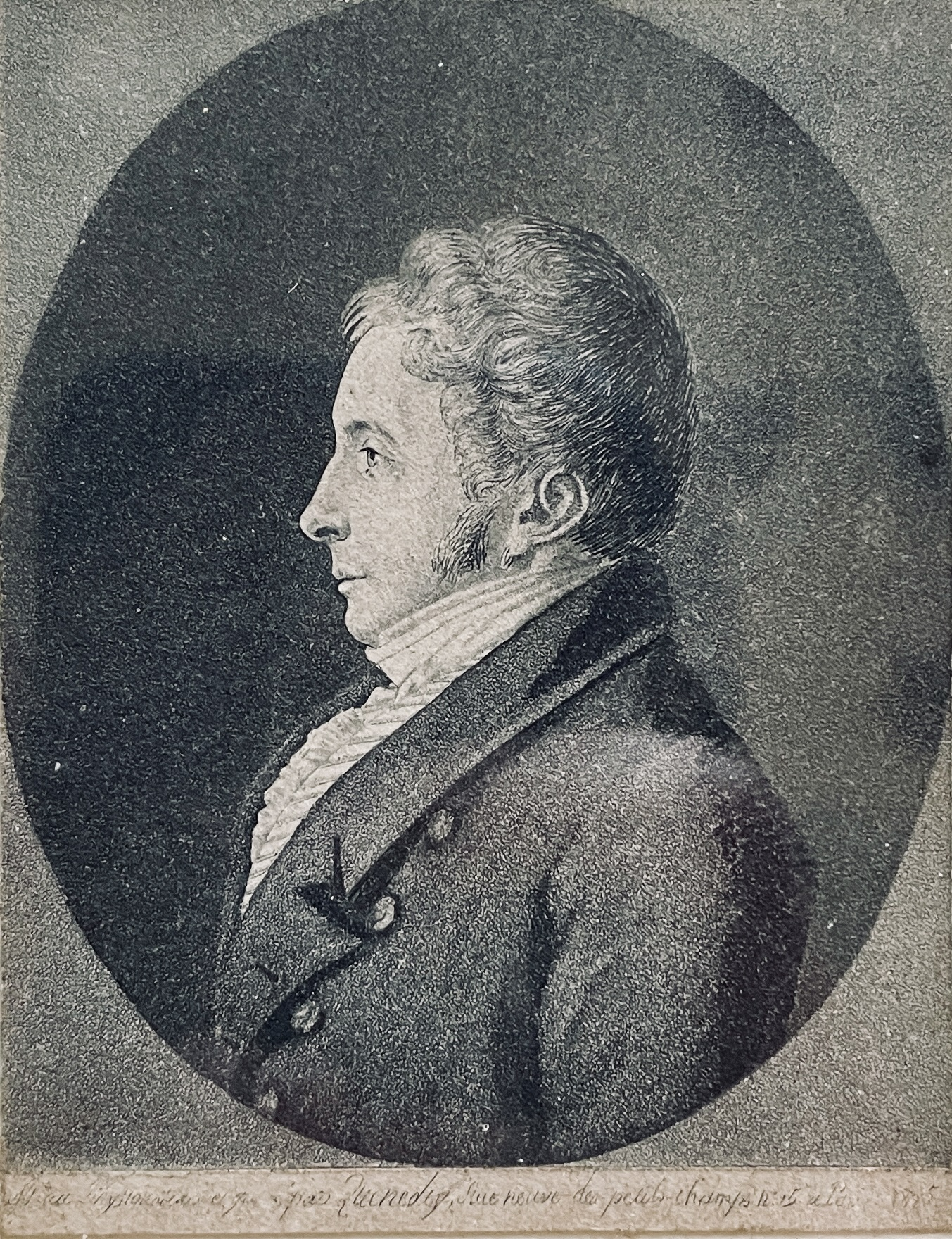
Baron Eustache (1820)

Eustache Joseph Marie de Blondel de Beauregard de Viane (Viane, 13 juni 1775 - 17 november 1848) was een edelman in het Verenigd Koninkrijk der Nederlanden en vervolgens in het Koninkrijk België.

## Levensloop
De familie De Blondel de Beauregard de Viane deed haar stamboom opklimmen tot in de elfde eeuw en noteerde hierbij heel wat notabele burgers en leden van de adel, afkomstig uit Artesië, meer bepaald de streek van Kamerijk.
Eustache was een jongere zoon van Jean-Baptiste de Blondel, heer van Beauregard (1737-1803), meestal als baron betiteld, en van Reine-Elisabeth de Partz (1747-1814), vrouwe van Viane, en enige erfgename van het fortuin van haar vader, ridder Jean Paul de Partz de Buicertain, en van haar moeder markiezin Eleonore de Devenish-Athlone. Eustache trouwde in 1810 met Marie-Charlotte de la Motte Baraffe (1790-1848). Ze hadden een zoon en een dochter.
De zoon, baron Alfred de Blondel (1811-1876), trouwde met Caroline de Partz de Pressy (1821-1901) en ze kregen negen kinderen. De familie is uitgedoofd in 2009.
Eustache werd in 1816 benoemd in de Ridderschap van de provincie Oost-Vlaanderen; in 1819 volgde de verlening van de titel van baron die blijkens de eerste adelslijst overging op al zijn afstammelingen. In 1824 werd hij kamerheer van koning Willem I der Nederlanden. Naast deze taak als hoveling en het feit dat hij zijn goederen beheerde, bleek over hem niets bijzonders te vermelden.